# Sakae (Jokohama)
Sakae (jap. 栄区 Sakae-ku) – jedna z 18 dzielnic Jokohamy, stolicy prefektury Kanagawa, w Japonii. Ma powierzchnię 18,52 km². W 2020 r. mieszkały w niej 120 263 osoby, w 52 651 gospodarstwach domowych  (w 2010 r. 124 926 osób, w 50 348 gospodarstwach domowych).
Dzielnica została założona 3 listopada 1986 roku. Położona jest w południowej części miasta. Graniczy z dzielnicami Isogo, Kanazawa, Totsuka, Kōnan, a także miastem Kamakura.